# Хартог Белл, Маделейн
Маделейн Хартог Белл — победительница конкурса Мисс Мира 1967 года, на котором представляла Перу. После участия в конкурсе Мисс Вселенная 1966, на котором она вышла в полуфинал, на следующий год Маделейн решила участвовать в конкурсе Мисс Мира, проходящем в Лондоне, Великобритания. После победы в конкурсе она жила в Париже много лет, после чего переехала на юг штата Флорида. Там она вышла замуж и родила дочь.